# Convoy (singolo)
Convoy è una canzone del 1975 scritta e cantata dal cantante statunitense C. W. McCall (William Dale Fries, Jr.).
È stata un grande successo negli Stati Uniti, ha ispirato il film Convoy - Trincea d'asfalto di Sam Peckinpah e ha contribuito a lanciare la moda delle radio CB.

## Il testo
La canzone racconta la storia di un viaggio di alcuni camionisti in un viaggio coast-to-coast da Los Angeles alla costa atlantica. Durante il viaggio inizialmente si forma un convoglio spontaneo composto da "Rubber Duck" (il protagonista, che guida un Kenworth carico di tronchi), un anonimo autista di camion frigorifero e "Pig Pen" un autista di un camion da trasporto suini, cui in seguito si aggiungono un suicide jockey (un trasporto esplosivi) e un furgone di hippies. Durante il viaggio, il convoglio si accresce, diventando enorme, e nei camionisti nasce un sentimento di ribellione e di rifiuto delle regole, nonché una vera e propria sfida alle forze di polizia della Guardia Nazionale dell'Illinois.
Il convoglio, stando al testo della canzone, parte il 6 giugno lungo la I-one-O, la Interstate I-10, da "Shakytown" (Los Angeles) al New Jersey, attraverso "Tulsatown" (Tulsa) e "Chi-town" (Chicago). Rubber Duck conduce un camion Kenworth, mentre il camion frigo è un Peterbilt con struttura Cab-over, e Pig Pen è un "Jimmy", un GMC: durante il viaggio Rubber duck si lamenta dell'odore dei maiali, e chiede a Pig Pen di arretrare lungo il convoglio.
Alla fine della canzone, la posizione di Pig Pen (in codice radio "10-20") è Omaha, Nebraska, mentre la testa del convoglio è già sulla costa. Giunti in New Jersey, i camionisti del convoglio forti di ormai oltre mille camion, sfondano un casello su un ponte sfuggendo alle forze di polizia ed esercito.
La struttura del testo è organizzata su tre livelli intersecanti tra loro:
- una conversazione simulata via radio tra due camionisti, di cui si ascolta solo il lato del protagonista;
- la narrazione della vicenda da parte del protagonista stesso
- il coro

Le finte comunicazioni sono gestite secondo il "10-code", il codice radio dei CB. In questo codice, il "10-4" citato nella canzone equivale al "passo e chiudo".

## Gli effetti
Alla pubblicazione della canzone la radio CB era già diffusa in USA, ma non era molto conosciuta all'estero all'infuori di alcuni club di radio amatori. Con il successo della canzone e del film, il CB è cominciato a essere usato anche in altre nazioni, diventando parte dell'equipaggiamento standard dei camionisti.
La canzone è arrivata al secondo posto nella classifica inglese, stimolando anche la realizzazione di una parodia, "Convoy G.B".
Dopo il successo del brano, McCall ha prodotto un seguito della canzone, "'Round the World with the Rubber Duck".
Anche il film, vagamente ispirato alla canzone ma con differenze sostanziali, ebbe buon successo, tanto da portare alla realizzazione da parte di McCall di una seconda versione del testo più aderente alla pellicola. In questa seconda versione il camion Kenworth fu sostituito con il Mack del film, e nel finale invece di sfondare il ponte il camion di Rubber Duck esplode.
Lo slang introdotto da questa canzone fu pesantemente ripreso anche in altre pellicole del genere, come Il bandito e la "Madama" e Una canaglia a tutto gas.